# Nourdine Bourhane
Nourdine Bourhane (nascido em 28 de outubro de 1958) é um político das Comores e um dos vice-presidentes das Comores de maio de 2011 a maio de 2016. Anteriormente, Bourhane atuou como primeiro-ministro de Comores de dezembro de 1997 a maio de 1998.